# Mornington Lockett

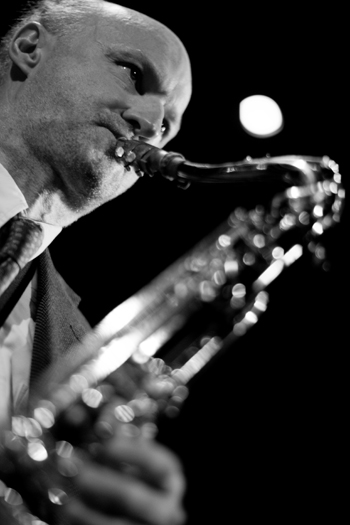
Mornington Lockett (2009)

Mornington Edward Lockett (* 19. November 1961 in Stepney, London) ist ein britischer Jazzmusiker (Tenor- und Altsaxophon, Klarinette).

## Leben und Wirken
Lockett, der auf der Isle of Wight aufwuchs, begann 14-jährig Klarinette zu spielen. Zwei Jahre später trat er mit den Goose Island Syncopators und den Unity Stompers auf. Während seines Studiums auf dem Dartington College of Arts wendete er sich dem Tenorsaxophon zu und nahm Stunden bei Bobby Wellins. Er blieb zunächst in Devon, bevor er 1984 für ein vertiefendes Studium an der Guildhall School of Music and Drama nach London kam. Dort arbeitete er bei Sarah Jane Morris und wurde Mitglied in der Band von Jim Mullen (1988–93). Daneben arbeitete er bei Sax Appeal, um von 1990 bis 1994 zum Sextett von Ronnie Scott zu gehören. Er arbeitete weiterhin mit Arturo Sandoval, Ian Shaw, Claire Martin und Andrea Vicari. Lange Jahre gehörte er zu den Gruppen von Martin Drew (1995–2010) und Stan Tracey (1996–2010), war daneben aber auch mit Don Weller, John Critchinson, Trudy Kerr und Jimmy Smith unterwegs.
1996 spielte er als After Dark sein Debütalbum Late Night Sax ein, das Platz 18 in den britischen Albumcharts erreichte.
Gemeinsam mit Martin Drew leitete er zwischen 2002 und 2004 das Projekt Celebrating the Jazz Couriers, das sich der Musik von Ronnie Scott und Tubby Hayes widmete und 2002 als beste Combo einen British Jazz Award erhielt; die Band, für die er auch arrangierte, wurde 2004 als The New Jazz Couriers fortgeführt.
Gemeinsam mit den Tenorsaxophonisten Art Themen und Don Weller legte Lockett 2008 das Album The 3 Tenors at the Appleby Jazz Festival vor.
Lockett lehrte am Trinity College of Music, am Leeds College of Music und am Royal College of Music.

## Lexikalische Einträge
- John Chilton Who's Who of British Jazz, Continuum International Publishing Group, London 2004, ISBN 0-8264-7234-6